# Edward Pitblado
Edward Bruce Pitblado (Kanada, Manitoba, Winnipeg, 1896. február 23. – Winnipeg, 1978. december 2.) kanadai születésű brit-kanadai olimpiai bronzérmes jégkorongozó.

## Élete
Skót felmenőktől származó kanadai, aki felnőtt korában visszatért Nagy-Britanniába, majd onnan végleg Kanadába költözött. Az első világháborúban harcolt mind a brit és a kanadai alakulatokban. A University of Manitobán végzett, mint jogász és az Oxfordi Egyetemen ösztöndíjjal (Rhodes Scholarship) tanulhatott. Az oxfordi csapatban is jégkorongozott és beválogatták a brit csapatba az 1924-es téli olimpiára. Bronzérmesek lettek. Ezután visszatért Kanadába és ügyvédi irodát nyitott. A második világháború alatt a kanadai királyi légierőben szolgált.